# Holland Smith
Holland McTyeire „Howlin' Mad” Smith (ur. 20 kwietnia 1882 w Hatchechubbee w stanie Alabama, zm. 12 stycznia 1967 w San Diego) – generał w służbie Korpusu Marines w czasie II wojny światowej. Nazywany jest „ojcem” współczesnych, amerykańskich sił desantowych.
W pierwszym okresie po wybuchu II wojny światowej prowadził intensywne szkolenia oddziałów desantowych US Army i US Navy, a w szczególności marines, operacje desantowe bowiem miały być kluczowym czynnikiem w osiągnięciu zwycięstwa tak na Pacyfiku, jak i w Europie. Następnie pomagał w przygotowaniach wojsk amerykańskich i kanadyjskich do operacji lądowania na wyspach Attu i Kiska w Aleutach i dowodził V Korpusem Desantowym w uderzeniach na Wyspach Gilberta, Marshalla oraz na wyspach Saipan i Tinian w Archipelagu Marianów.
Podczas tej ostatniej operacji dowodził nie tylko V Korpusem, ale wszystkimi siłami ekspedycyjnymi, w tym także tymi, które walczyły na Guam. Następnie jako pierwszy generał dowodzący siłami marines na Pacyfiku prowadził wojska 56. Grupy Uderzeniowej (Task Force 56) na Iwo Jimie.